# Eupelmus setiger
Eupelmus setiger is een vliesvleugelig insect uit de familie Eupelmidae. De wetenschappelijke naam is voor het eerst geldig gepubliceerd in 1909 door Crosby.